# Karl Gottlob Zumpt
Karl Gottlob Zumpt, född den 20 mars 1792 i Berlin, död den 26 juni 1849 i Karlsbad, var en tysk klassisk filolog, farbror till August Wilhelm Zumpt.
Zumpt, som var professor i romersk litteratur vid universitetet i Berlin (sedan 1838), bidrog kraftigt till att höja det latinska språkstudiet, i synnerhet genom sin i många upplagor utkomna latinska grammatika (översatt 
till svenska av Anders Hedner 1833) liksom genom åtskilliga om kritisk skärpa vittnande upplagor av romerska författare.